# Cernozemen, Plovdiv
Cernozemen (în bulgară Черноземен) este un sat în comuna Kaloianovo, regiunea Plovdiv,  Bulgaria. 

## Demografie
Componența etnică a satului Cernozemen
     Bulgari (97,52%)
     Romi (1,48%)
     Nicio identificare (0,24%)
     Altele (0,74%)
La recensământul din 2011, populația satului Cernozemen era de 404 locuitori. Din punct de vedere etnic, majoritatea locuitorilor (97,52%) erau bulgari, cu o minoritate de romi (1,48%). Pentru 0,24% din locuitori nu este cunoscută apartenența etnică.